# خادوم تنظيم الموارد

بالإنجليزية:broadband remote access server (BRAS,B-RAS  or BBRAS): يوجه الموارد القادمة من وإلى خط مشترك رقمي متعدد المنافذ، وذلك على مستوى مزود خدمة الإنترنت، باتباع بروتوكول من نقطة لنقطة عبر إيثرنت أو أسلوب النقل اللاتزامني،  ومن تم توجيه الموارد  من وإلى الإنترنت، زد على ذلك توفير جودة الخدمة وإجراء المصادقة والتخويل (طالع خدمة مصادقة عن بعد لمستخدم طلب هاتفي)